# Lavino di Mezzo
Lavino di Mezzo (Al Lavén in dialetto bolognese) è una frazione dei comuni di Anzola dell'Emilia e Bologna nella città metropolitana di Bologna.

## Geografia fisica
Lavino di Mezzo è situata a 3,5 km a sud-est di Anzola dell'Emilia e a 10 nord-ovest di Bologna (quartiere Borgo Panigale), lungo la via Emilia. Deve il suo nome all'omonimo torrente che ne attraversa il centro abitato fungendo da confine tra i comuni di Bologna e Anzola, mentre l'aggettivo di Mezzo deriva dalla posizione della parrocchia della frazione, posta a poco meno di un chilometro prima del torrente e di conseguenza nella parte di territorio bolognese.

## Monumenti e luoghi d'interesse
- Chiesa dello Spirito Santo

## Infrastrutture e trasporti

### Strade
Lavino di Mezzo è attraversata dalla Strada statale 9 Via Emilia, attorno alla quale si è sviluppato l'abitato. Ad est dell'abitato si trova uno svincolo dell'Autostrada A14 e della tangenziale di Bologna.

### Ferrovie
Fino al 2007 la frazione era servita da una fermata ferroviaria lungo la linea Milano-Bologna.